# Rote Neuseeländer

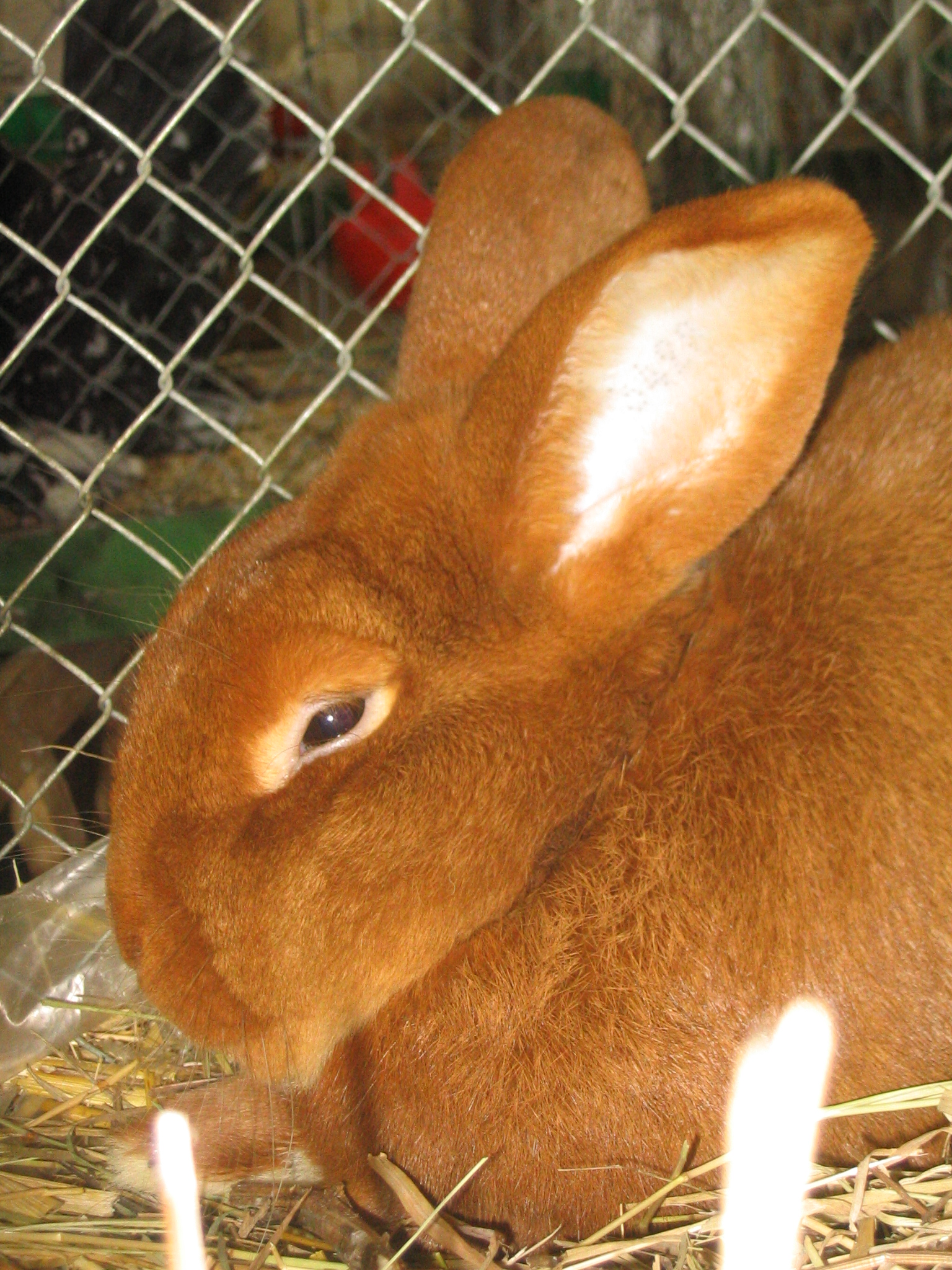
Roter Neuseeländer

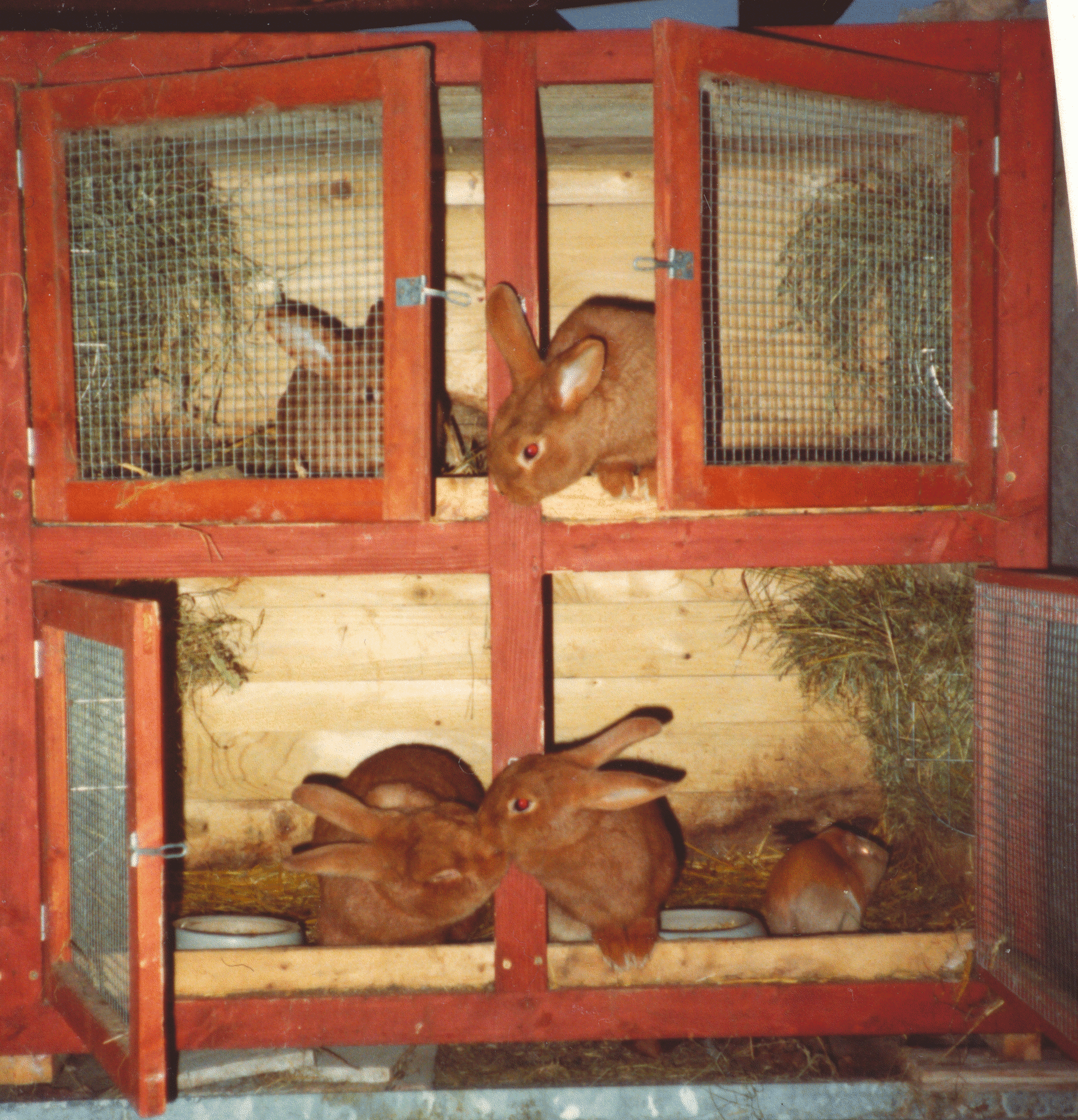
Rote Neuseeländer

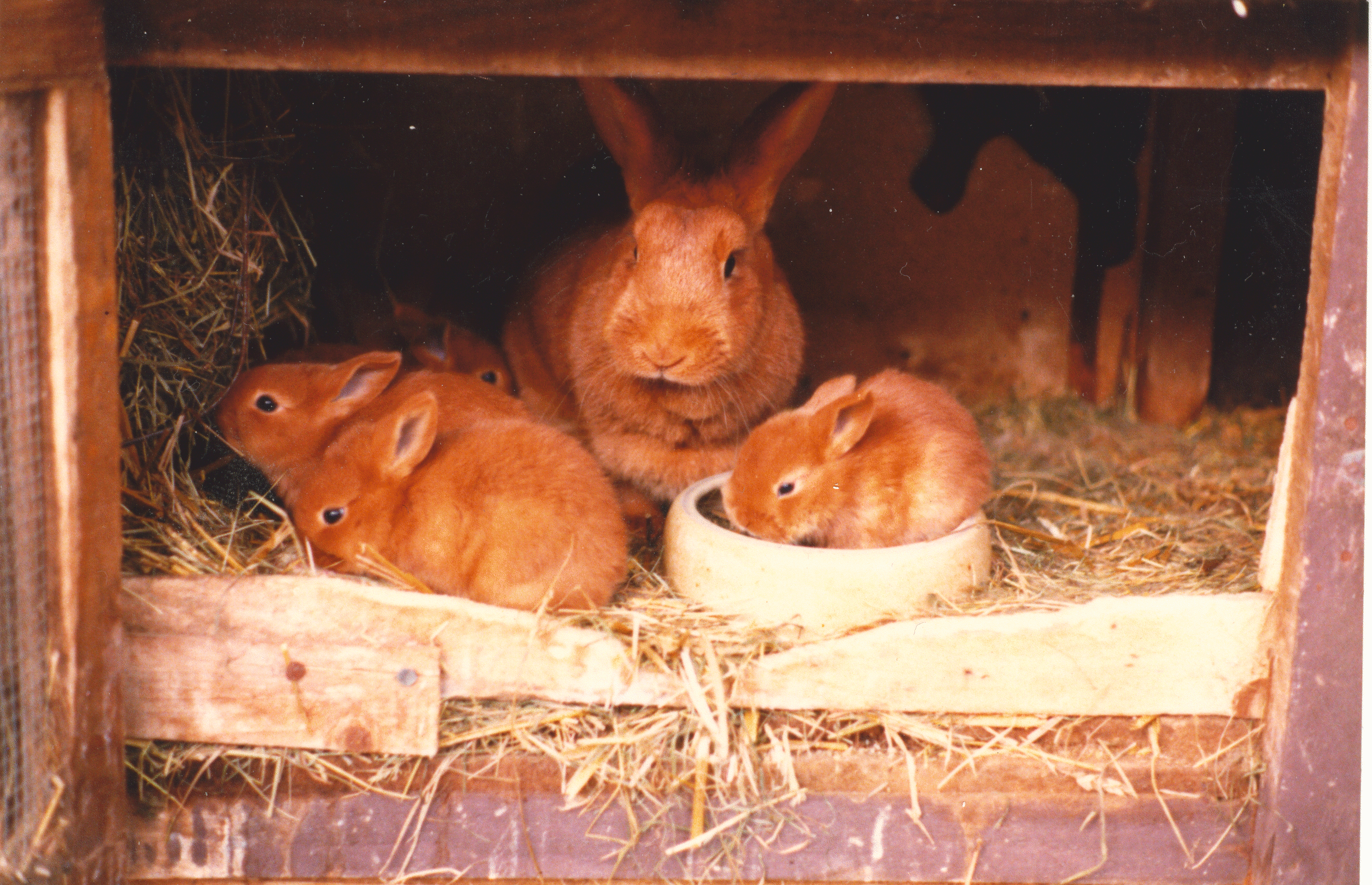
Rote Neuseeländer-Mutter mit Jungen

Der Rote Neuseeländer ist eine mittelgroße, auffallend blockige, leuchtend rotgelb gefärbte Kaninchenrasse, von etwa 4–5 kg Gewicht.
Es handelt sich um ein gelbwildfarbiges Kaninchen mit ausgeprägter Wirkung von Gelbverstärkern. Die entsprechenden Erbformeln lauten:

AbCDGy1y2... (Deutsche Symbolik) bzw. ABCDe (Englische Symbolik)
Die gleiche Farbe findet man bei Roten Farbenzwergen sowie beim Sachsengold.

## Geschichte des Roten Neuseeländers
Das Rote Neuseeländerkaninchen wurde nicht in Neuseeland, wie sein Name vermuten lässt, sondern um 1910 in Kalifornien vermutlich unter Verwendung von Hasenkaninchen und Riesenkaninchen herausgezüchtet. In der Literatur (Sandford) wird daneben auch noch die Theorie vertreten, aus Neuseeland importierte gelbwildfarbene Gehegekaninchen könnten an der Herauszüchtung der Rasse beteiligt gewesen sein.
In Amerika wurde der Rote Neuseeländer als Wirtschaftskaninchen gezüchtet und sollte ganz hervorragende Mastleistungen erbringen. Aus diesem Grunde erfolgte relativ rasch die Einfuhr nach Europa, so bereits 1916 nach England, 1927 in die Niederlande und um 1930 nach Deutschland. Die hohen Erwartungen, die an die Leistung der Rasse gestellt wurden, erfüllten sich nicht in vollem Umfang, auch wenn der Rote Neuseeländer eine ausgesprochene Wirtschaftsrasse ist. Der Rote Neuseeländer ist heute in Deutschland eine recht beliebte Rasse und wird regelmäßig auf Ausstellungen gezeigt.

### Ähnliche Rassen
Das Sachsengoldkaninchen zeigt eine ähnliche Fellfarbe, ist jedoch mit 2,75 kg deutlich kleiner, zu weiteren rotgelben Kaninchenrassen siehe auch dort.
Das Burgunderkaninchen ist ein gelbwildfarbiges Kaninchen ähnlicher Größe wie der Rote Neuseeländer, allerdings deutlich heller und auch im Körperbau weniger blockig.
Neben dem Roten Neuseeländer existiert in Deutschland noch der Weiße Neuseeländer, ein albinotisches Tier.
Der Schwarze Neuseeländer ist, seinen Namen entsprechend einfarbig schwarz.
Es handelt sich bei diesen Kaninchenrassen nicht um Farbenschläge einer Rasse, sondern um selbstständige Rassen mit einem ausgeprägt blockigem Körperbau.